# 연탁

연탁(連濁 렌다쿠[*])이란, 일본어에서 복합어의 뒤에 위치하는 부분에 나타나는 첫음의 청음이, 탁음으로 변화하는 현상을 말한다.
복합어 뿐만 아니라 명사에서 파생된 조사에서도 이 현상을 찾을 수 있다. (ぐらい, だけ, ばかり 등)

## 개요
일본어의 복합어에서, 뒤에 위치하는 부분의 첫째 음의 자음의 음소가 /k/, /s/, /t/, /h/ 중 하나일 경우, 각각 다음과 같이 음이 변화하는 현상이다.
- k → g
- s → z
- t → d
- h → b

이 가운데 상위 3개는 단순한 유성음화에 해당하나, 4번째의 경우는, 일본어의 역사에서 찾을 수 있는 /p/ → /f/ → /h/의 변화(순음퇴화 (일본어))로 인한 변칙적인 현상이다.
전통적으로는, 연탁은 모음과 모음 사이에 끼인 자음이 유성음화되는 일종의 동화(同化) 현상을 이르며, 일본어의 고유어가 원래 말의 처음에 탁음이 오지 않는다는 현상으로 미루어, 탁음에 의해 말이 결합되는 것을 나타내는 역할을 수행한다 여겨진다.
한편, /g/는 동일본의 넓은 지역에서 비탁음이며, 동북지방 방언에서는 /d/의 앞 등에서도 비음을 수반하는 경우가 있다. '일본대문전'(日本大文典) 등의 자료에 따르면, 앞에 비음을 동반하는 발음이 예전에는 보다 광범히 이루어지고 있었다는 사실을 알 수 있다. 이 사실에서, 연탁은 말의 경계에 놓여있었던 'の'의 흔적이 아닌가 하는 가설이나, 비음이 삽입되었다(자음삽입)는 가설, 또는 필리핀 등의 오스트로네시아 어족에서 단어 사이에 비음을 넣어 결합을 나타내는 접사와 관련되어 있다는 설이 존재하나, 확실한 것은 알려져 있지 않다.

## 연탁이 이루어지지 않는 조건
연탁은 반드시 일어나는 현상은 아니며, 여러 가지 조건에 따라 이루어지지 않기도 한다. 그러나 이들 조건에도 예외 사항이 존재하며, 설령 조건을 통과하더라도 우발적으로 연탁이 일어나지 않는 말도 많다. 이 때문에, 적어도 현대어에서는, 연탁이 발생하는가의 여부를 완벽하게 예측할 수는 없다. 다음에 주요 조건들을 나열한다.

### 말의 종류에 따른 제약
연탁을 일으키는 것은 원칙적으로 일본어의 고유어이며, 한자어 및 외래어에서는 연탁 현상이 일어나지 않는다. 단, 한자어라 하더라도, 일반적으로 널리 사용되어 온 일부 단어의 경우 연탁 현상이 있다.
- かぶしき + かいしゃ  → かぶしきがいしゃ (株式会社)
- ふうふ + けんか → ふうふげんか (夫婦喧嘩(부부싸움))

서양에서 넘어온 외래어의 경우 거의 대부분 연탁 현상이 일어나지 않는다. 예외로서, 포르투갈어에서 유래한 말처럼 비교적 이른 시기에 전해진 외래어의 경우 'いろはがるた(いろはcarta)' 등처럼 연탁이 있다.

### 라이먼의 법칙
복합어의 뒷쪽 부분에 이미 탁음이 포함되어 있는 경우, 연탁이 일어나지 않는다. 이를 '라이먼의 법칙'(ライマンの法則)이라 하며, 에도 시대의 일본의 국학자 모토오리 노리나가(本居宣長) 등에 의해서도 언급되고 있다.
- はる + かぜ → はるかぜ
- おお + とかげ → おおとかげ

극히 드문 예로, 'なわばしご' 등이 있다.
한편, 예전에는 합성어의 앞부분에 오는 탁음 또한 연탁을 막는다는 설도 있어, '長島(ながしま)/中島(なかじま)' 등에서 그 흔적을 찾아볼 수 있다.

### 오른쪽 갈림 제약
오른쪽 갈림 제약(右枝分かれ制約)은 세 개 이상의 말이 복합어를 이룰 때, 어떤 부분이 오른쪽의 다른 부분과 먼저 결합이 이루어졌을 경우, 그 요소는 연탁을 일으키지 않는 제약을 말한다.
- 'おじろわし'(尾白鷲) : [[お + しろ] + わし] (꼬리(尾)가 흰(白), 독수리(鷲), 연탁 현상이 일어남)
- 'もんしろちょう'(紋白蝶) :  [もん + [しろ + ちょう]] (무늬(紋)가 있는, 흰(白) 나비(蝶), 연탁 현상이 일어나지 않음)

### 의미에 따른 제약
복합어의 앞 부분이 뒷 부분을 수식하는 것이 아닌, 둘이 의미적으로 병렬일 경우, 연탁이 일어나지 않는다.
- くさき(草木)
- としつき(年月)

## 그 외
성씨의 경우, 연탁을 하는 경우와 그렇지 않은 경우다 둘 다 존재한다. 동일본 지역에서는 연탁을 하는 경우가 많다고 한다. (山崎의 경우, 동일본에서는 やまざき, 서일본에서는 やまさき)
연탁을 일으키는 말은, 그렇지 않은 말과 비교하여 악센트가 평평해지는 경향이 강하다.

### サ행 변격동사의 "연탁"
한자어 등에서 유래하는 サ행 변격 동사의 경우, 연탁의 현상과 유사한 'ずる' 등의 표기가 존재한다. 이는 感ずる(かんずる), 演ずる(えんずる), 講ずる(こうずる), 報ずる(ほうずる) 등에서처럼, ン 또는 ウ로 끝나는 한자 한 글자가 오는 경우가 많다.
이들은 원래의 발음이 /n/ 또는 /m/(ン), /ng/(ウ)의 비음이어서, 이의 영향으로 뒤따라온 ス가 탁음화된 것이다.
이들 동사는 현대에서는 'サ행 변격동사'라는 의식이 없어져, '感じる(かんじる)'에서처럼 상일단활용으로 처리하는 것이 보통이다.
한편, 일본어의 고유어에서도, 疎んずる(うとんずる) 등의 예가 있다. 이것은 疎みする(うとみする)가 발음편(撥音便)으로 '疎ん-(うとん-)'이 되어, 이로 인해 ス가 탁음화된 것이다.

## 같이 보기
- 연음

## 참고 문헌
- 권경애, 連濁과 硬音化 現象에 대하여, 日本硏究, 제21호 (2003. 12) pp.393-411
- 김재영, 《연탁의 실상》, 제이엔씨, ISBN 9788956680651